# ناسازگاری ژنتیکی
ناسازگاری ژنتیکی کروموزوم‌های جنسی، ناسازگاری ژنتیکی بین گونه‌ایِ بیشتر و سریعتری از بقیهٔ کروموزوم‌ها دارند. تعداد زیادی بیولوژیست وجه تمایز یک گونه از گونهٔ دیگر را بر مبنای قدرت باروری با هم می‌دانند. اعضای گونه‌های مختلف هم نمی‌خواهند و هم نمی‌توانند با هم جفتگیری کنند و اگر هم جفتگیری کنند، فرزندان تولید شده اغلب یا زنده نمی‌مانند، یا عقیم هستند یا از نداشتن برخی تواناییها و قابلیتها رنج می‌برند. در طول بیشتر سالهای قرن بیستم، دانشمندان اعتقاد داشتند که این ناسازگاری تولیدمثلی به تدریج بین گونه‌ها هنگام سازش در مقابل رویدادهای اکولوژیکی مختلف ایجاد می‌شود. اگر دوگونه از نظر جغرافیایی از هم جدا باشند تعدادی ناسازگاری تولید مثلی هم به‌وجود می‌آید. در این مورد بسیاری از فاکتورها نقش مهمی بازی می‌کنند، مخصوصاً حضور ژنهای خودخواه که جزو عناصر پیش برندهٔ میتوتیک نامیده می‌شوند.

## ژن پیوستگی
وقتی دو عضو از یک گونه جفت‌گیری کنند مواد ژنتیکی بین آنها مبادله می‌شود که این به عنوان ژن پیوستگی شناخته می‌شود. با این حال، وقتی دو عضو از گونه‌های مختلف با هم جفت‌گیری می‌کنند، ژن پیوستگی کاهش می‌یابد. ژنهای گونه‌های مشابه با ژنهای دیگر نمی‌توانند مبادله شوند، اگرچه ژنها ممکن است در زمینهٔ ژنتیکی خودشان به درستی عمل نکنند اما وقتی به زمینهٔ ژنتیکی دیگری منتقل می‌شوند اثراتی منفی دارند. افراد دو گونه که از نظر جغرافیایی از هم جدا هستند بیشتر از آنچه ما تصور می‌کنیم نامتراکم هستند. همهٔ ژنهای موجود در بدن من و شما در ژنوم عمل می‌کنند (اما اگر ما این ژن را در یک گونه خارج کرده و به دیگری منتقل کنیم، مثلاً از انسان به طوطی) توالی مشاهده نمی‌شود و ممکن است این ژن با دیگر ژنها عمل نکند. این ناسازگاری مثل ناسازگاری تولیدمثلی است اما ژنها در اینجا مانند کروموزوم‌های جنسی نیستند که در گونه دیگر عمل نمی‌کنند. این کار باعث کشف برخی انواع شبه باروری شد. وقتی محققان دو گونهٔ مختلف مگس سرکه را یکی از ماداگاسکار و دیگری را از جزایر مورتیس لقاح دادند، زادهٔ دورگهٔ جنس مادهٔ آنها دارای قابلیت باروری بود، اما زادهٔ جنس نر کاملاً عقیم بود (نر هیبریدی). یکی از گام‌های مسیر جدایی تولیدمثلی ناباروری کروموزوم جنسی XY است که به‌طور تدریجی توان ناسازگاری تولیدمثلی را افزایش می‌دهد. همانند انسان، XY در مگس سرکه نشان دهندهٔ نر بودن است. کروموزوم‌ها به دو شکل تقسیم می‌شوند: ۱-آلوزوم یا کروموزوم‌های جنسی ۲-اتوزوم
خصوصیات ژنتیکی مرتبط با یک اندام جنسی به واسطهٔ کروموزوم‌های جنسی انتقال می‌یابد و بقیه اطلاعات ژنتیکی ارثی به واسطهٔ کروموزوم‌های اتوزوم منتقل می‌شوند. وقتی محققان فاکتورهای عقیم کنندهٔ نرهای هیبریدی را بررسی کردند، دریافتند که تعداد بیشتری فاکتورهای ناسازگاری روی کروموزوم X (آلوزوم) در مقایسه با اتوزوم وجود دارد. این یعنی کروموزوم‌های جنسی از منظر عملکردی بین گونه‌ها سریعتر از کروموزوم‌های غیرجنسی متمایز می‌شوند؛ یعنی تبادلات ژنتیکی بیشتری بین اتوزومهای متمایز شده نسبت به کروموزوم X وجود دارد.
چه چیزی باعث می‌شود کروموزوم‌های جنسی، ناسازگاری ژنتیکیِ سریعتری از بقیهٔ ژنوم داشته باشند؟ محققان دریافتند که دسته‌ای از ژن‌های خودخواه که از عناصر پیش برندهٔ میتوتیک نامیده می‌شوند، مسئول ساختن کروموزوم‌های جنسی هستند که از لحاظ ژنتیکی در سرعتی بالاتر، ناسازگار هستند. به‌طور کلی، ژنهای خودخواه انگل‌های ژنوم هستند که خودشان به ژنهای دیگر تکثیر می‌شوند. عناصر میتوتیک در خرابکاری‌های ویژه و عمدی نقش وراثتی بارزی دارند (در عملیات تخریبی) در توارث مندلی نرمال، یک ژن به نصف فرزندان منتقل می‌شود. عناصر پیش برندهٔ میتوتیک در دستکاری ژنتیکی و تکثیر می‌توانند خودشان را بیشتر از نصف انتقال دهند (سهم بیشتری از نصف دارند). در مگس سرکه نر هیبریدی عناصر پیش برندهٔ میتوتیک را حمل می‌کنند چون عناصر پیش برندهٔ میتوتیک متعددی از هرگونه والدینی در هیبرید نر مهار می‌شوند و ترکیبشان به عنوان عامل عقیمی عمل می‌کند. عناصر میتوتیک برای آزمودن ژن پیوستگی توانا هستند. آنها همچنین به ایجاد گونه‌های جدید مراحل اولیه تکوین و تمایز دو گونهٔ متفاوت کمک می‌کنند.

## شروع گسستگی از همدیگر
ناسازگاری تولیدمثلی می‌تواند به‌طور ناقص ایجاد شود و بخشی از ژنوم که هنوز ممکن است سازگار و قابل مبادله باشد. اگر دو جمعیت در همدیگر نفوذ کنند و ژن پیوستگی فرصت پیدا کند، ژن خودخواه می‌تواند به داخل جمعیت دیگر نفوذ کرده و در آنجا گسترش پیدا کند. اگر گونه‌های مختلف را با هم پیوند بزنیم این ژن خودخواه توانایی واردن شدن را به جای ناسازگاری آن بخش از ژنوم که کاملاً قابل تعویض است، دارد. در برخی موارد یک ژن خودخواه به‌طور اساسی ذخایر بالابردن ناسازگاری ژنتیکی را برای بخشی از ژنوم از بین می‌برد.